# What's Left of Me
What's Left of Me é o segundo álbum de estúdio do cantor estadunidense Nick Lachey, lançado em 9 de maio de 2006. O álbum inclui o seu grande êxito "What's Left of Me", que representa o single mais bem sucedido de Nick Lachey até à data. O álbum inclui ainda outras canções como "I Can't Hate You Anymore" e "Resolution". Segundo Nick Lachey, noventa por cento do seu álbum foi escrito depois de novembro de 2005, que foi o mês em que Jessica Simpson lhe disse que o seu casamento estava terminado.
What's Left of Me foi rapidamente certificado de disco de ouro pela RIAA pela venda de mais de 500 mil cópias, tornando-o o primeiro álbum solo de Nick Lachey a ser certificado pela RIAA.
A canção "What's Left of Me" foi gravada em português, com o nome de "Deixo a Voz Me Levar", pelo cantor Leandro Lopes (mais conhecido como "Pica-Pau"), primeiro vencedor do programa Ídolos (SBT), em 2006.

## Lista de faixas
| N.º            | Título                     | Compositor(es)                                           | Duração |  |
| 1.             | "What's Left of Me"        | Jess Cates, Emanuel Kiriakou, Nick Lachey, Lindy Robbins | 4:06    |  |
| 2.             | "I Can't Hate You Anymore" | Cates, Lachey, Robbins, Rob Wells                        | 3:54    |  |
| 3.             | "On Your Own"              | Luke McMaster, Wally Gagel, Xandy Barry                  | 3:06    |  |
| 4.             | "Outside Looking In"       | Cates, Lachey, Dan Muckala, Robbins                      | 3:20    |  |
| 5.             | "Shades of Blue"           | Muckala, Liz Vidal                                       | 4:18    |  |
| 6.             | "Beautiful"                | Peer Åström, Anders Bagge, Andreas Carlsson, Lachey      | 3:34    |  |
| 7.             | "Everywhere But Here"      | Greg Johnston, David Martin, Rob Wells                   | 3:29    |  |
| 8.             | "I Do It for You"          | Åström, Bagge, Carlsson, Lachey                          | 3:23    |  |
| 9.             | "Run to Me"                | Cates, Lachey, Muckala, Robbins                          | 3:32    |  |
| 10.            | "Ghosts"                   | Jamie Cullum, Kara DioGuardi, Greg Wells                 | 4:10    |  |
| 11.            | "You're Not Alone"         | Åström, Bagge, Carlsson, Lachey                          | 3:43    |  |
| 12.            | "Resolution"               | Cates, Lachey, Robbins, Rob Wells                        | 3:55    |  |
| Duração total: | Duração total:             | Duração total:                                           | 44:30   |  |

| Faixas bônus da edição britânica |                         |         |  |
| N.º                              | Título                  | Duração |  |
| 13.                              | "Alone"                 | 3:28    |  |
| 14.                              | "Because I Told You So" | 3:45    |  |

## Desempenho nas paradas
| Parada                  | Melhor posição | Certificação |
| ----------------------- | -------------- | ------------ |
| Billboard 200           | 2              | Ouro (RIAA)  |
| UK Albums Chart         | 91             | -            |
| Irish Albums Chart      | 21             | -            |
| Australian Albums Chart | 13             | -            |